# W. A. Paterson Company

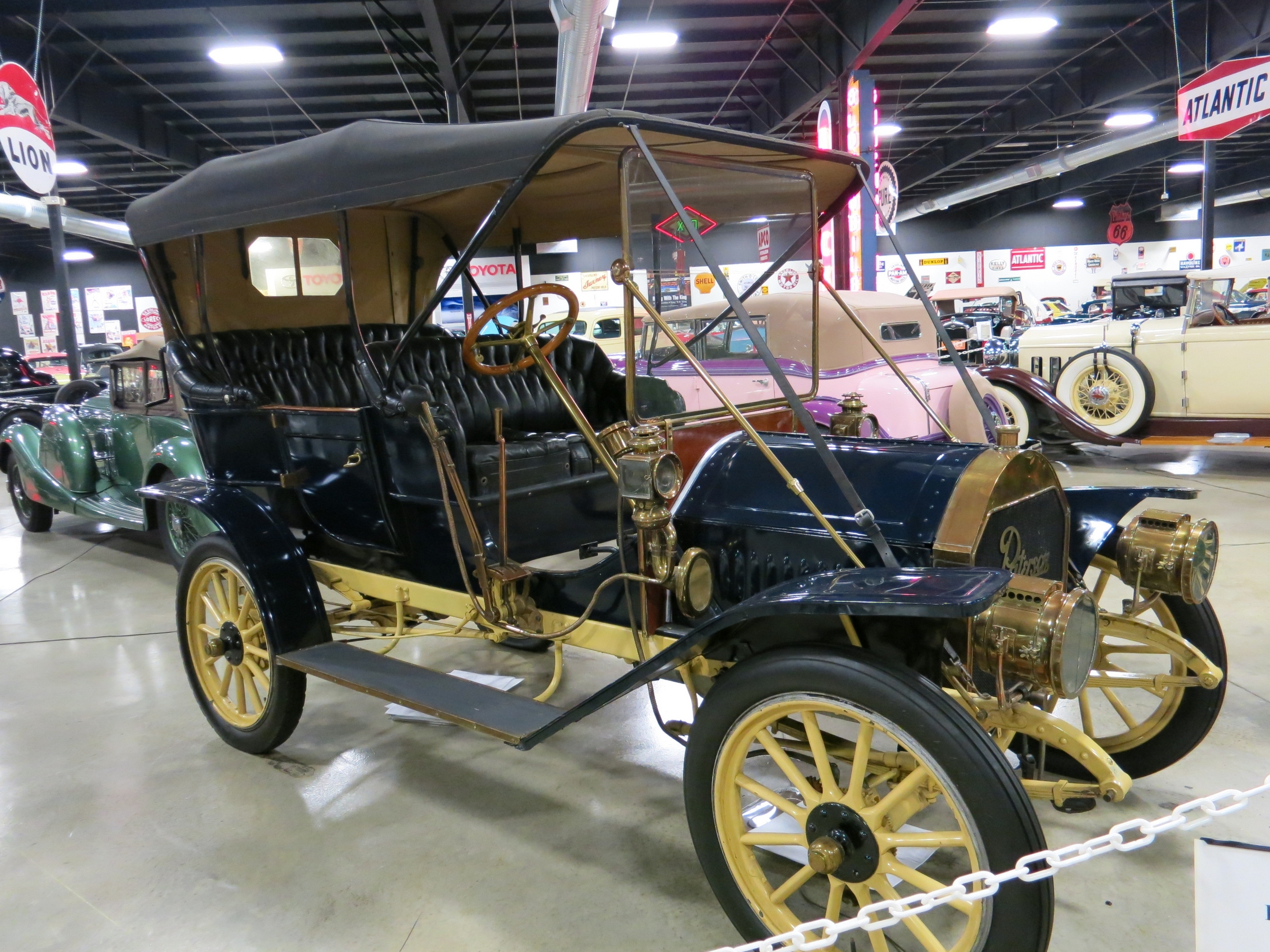
Paterson von 1910

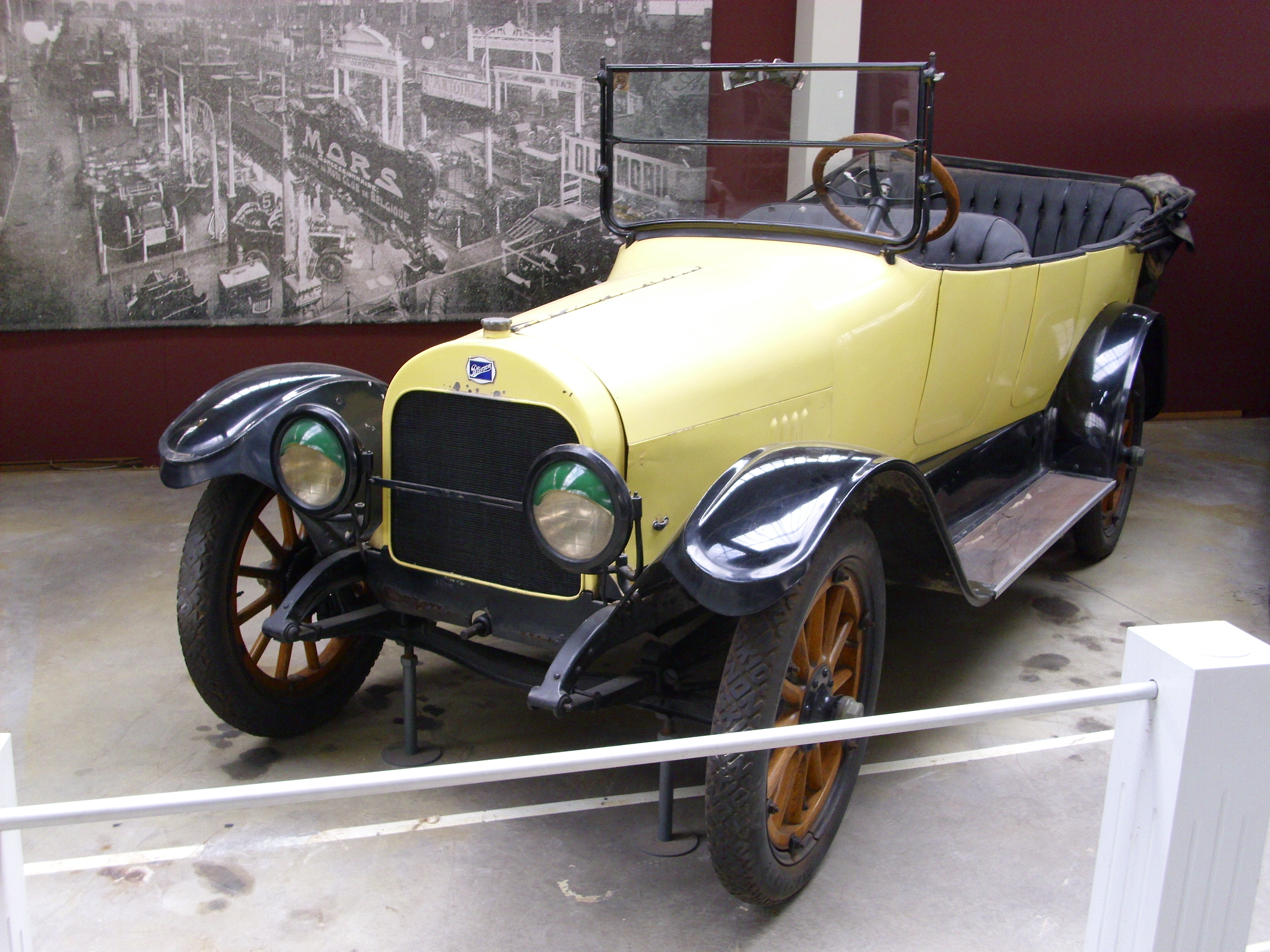
Paterson von 1916

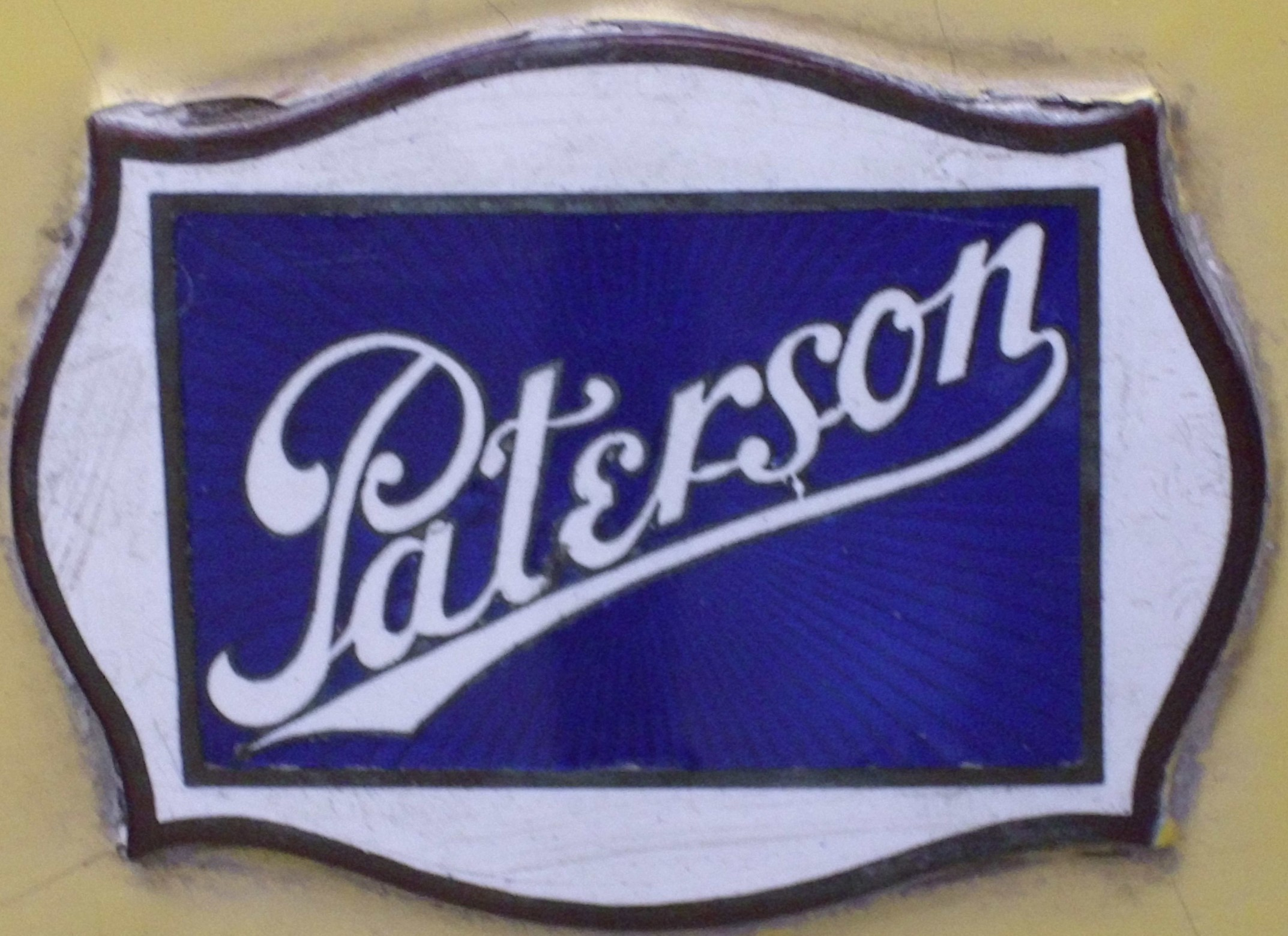
Emblem

W. A. Paterson Company war ein US-amerikanischer Hersteller von Fahrzeugen.

## Unternehmensgeschichte
William A. Paterson wurde 1838 in Kanada geboren. Er gründete 1869 das Unternehmen in Flint in Michigan. Zunächst stellte er Kutschen her. 1907 entstand der erste Prototyp eines Automobils. Im Dezember 1908 begann die Serienproduktion. Der Markenname lautete Paterson. 1910 endete die Kutschenherstellung. E. C. Kollmorgen war ab etwa 1914 Ingenieurs- und Produktionsmanager. Im besten Jahr 1920 entstanden über 2000 Fahrzeuge. In 48 US-Bundesstaaten gab es Verkaufsniederlassungen.
William A. Paterson starb im September 1921. Sein Sohn W. C. Paterson und W. R. Hubbard führten nun das Unternehmen. Sie kämpften gegen die Nachkriegsdepression. Im Juli 1923 verkauften sie das Unternehmen an Dallas Winslow, der ein Autohaus für Dodge im gleichen Ort leitete. Seine Pläne, die Produktion fortzusetzen, scheiterten.

## Fahrzeuge
1909 gab es nur das Model 14. Es wird als Motor Buggy beschrieben. Ein luftgekühlter Zweizylindermotor mit 14 PS Leistung trieb über ein Planetengetriebe und zwei Ketten die Hinterachse an. Auffallend waren die Vollgummireifen. Das Fahrgestell hatte 203 cm Radstand.
1910 erschien mit dem Model 30 ein moderneres Fahrzeug. Es hatte einen Vierzylindermotor mit 30 PS Leistung, ein gewöhnliches Schaltgetriebe und Kardanantrieb. Der Radstand betrug 264 cm. Zur Wahl standen Tourenwagen mit fünf Sitzen, Demi-Tonneau mit vier Sitzen und Tourabout mit ebenfalls vier Sitzen.
1911 wurde dieses Modell weiterentwickelt. Für vier Ausführungen wurde der Radstand auf 269 cm verlängert. Dies waren Model A als fünfsitziger Tourenwagen, Model B als viersitziger Demi-Tonneau, Model C als viersitziger Tourabout und Model F als zweisitziger Roadster. Zwei Ausführungen hatten 279 cm Radstand, vordere Türen und wahrscheinlich Tourenwagenaufbauten. Das Model E war viersitzig und das andere, von dem keine Modellbezeichnung überliefert ist, fünfsitzig. Außerdem erschien in diesem Jahr das Model 38 als Model G. Sein Vierzylindermotor leistete 38 PS. Der Radstand von 300 cm ermöglichte einen Aufbau als fünfsitzigen Tourenwagen.
1912 war das Model 35 das kleinere von zwei Modellen. 30 PS Leistung, 274 cm Radstand und Tourenwagenkarosserie mit fünf Sitzen waren seine Daten. Das Model 45 hatte einen 45-PS-Motor, 305 cm Radstand und Aufbauten als Tourenwagen mit wahlweise fünf oder sieben Sitzen.
1913 hatten die Model 41 und 43 die gleichen Daten. Der Motor war mit 40 PS angegeben. Der Radstand maß 295 cm. Der offene Tourenwagen bot Platz für fünf Personen. Das Model 47 war mit 45 PS etwas stärker, mit 310 cm Radstand etwas länger und war als siebensitziger Tourenwagen karosseriert.
1914 beschränkte sich das Sortiment auf eine Modellreihe mit 32-PS-Motor und 284 cm Radstand. Model 32 war ein zweisitziger Roadster und Model 33 ein fünfsitziger Tourenwagen.
1915 wurde dieses Modell zum Model 4-32. Der Radstand betrug nun 297 cm. Erhältlich waren ein Runabout und ein Tourenwagen. Außerdem erschien mit dem Model 6-48 ein Fahrzeug mit einem Sechszylindermotor von der Continental Motors Company. Er war mit 40 PS angegeben. Der Radstand entsprach dem Vierzylindermodell. Der Aufbau war ein fünfsitziger Tourenwagen.
1916 wurde beim Model 4-32 der Radstand auf 284 cm gekürzt. Der Runabout entfiel, während der Tourenwagen fünf Sitze hatte. Für das Sechszylindermodell ist kein Radstand überliefert. Es war als fünf- und siebensitziger Tourenwagen erhältlich.
1917 entfiel das Vierzylindermodell. Das Model 6-45 hatte 40 PS Leistung und 297 cm Radstand. Bekannt sind Tourenwagen mit fünf und sieben Sitzen und ein Roadster mit vier Sitzen.
1918 ergänzte eine fünfsitzige Limousine die zur Verfügung stehenden Aufbauten. Dies war die erste geschlossene Pkw-Karosserie von Paterson.
1919 änderte sich nur der Radstand auf 305 cm.
1920 folgte das Model 6-47. Die Motorleistung war auf 42 PS angehoben worden. Tourenwagen mit fünf und sieben Sitzen, Limousinen mit sechs und sieben Sitzen sowie erstmals ein Coupé mit fünf Sitzen standen zur Wahl.
1921 wurde daraus das Model 6-50. Der Motor war nun mit 55 PS angegeben. Die Limousine war nun wieder fünfsitzig.
1922 gab es keine Änderungen bei den Daten. Allerdings wurde das Fahrzeug nun Model 22 genannt.
1923 standen sechs Karosserien zur Wahl. Dies waren Tourenwagen mit fünf und sieben Sitzen, eine Limousine mit fünf Sitzen, ein Coupé mit vier Sitzen, ein Sport mit fünf Sitzen und ein Brougham mit ebenfalls fünf Sitzen.

## Modellübersicht
| Jahr | Modell     | Ausführung | Zylinder | Leistung (PS) | Radstand (cm) | Aufbau                                                                                                   |
| ---- | ---------- | ---------- | -------- | ------------- | ------------- | --- |
| 1909 | Model 14   |            | 2        | 14            | 203           | Motor Buggy                                                                                              |
| 1910 | Model 30   |            | 4        | 30            | 264           | Tourenwagen 5-sitzig, Demi-Tonneau 4-sitzig, Tourabout 4-sitzig                                          |
| 1911 | Model 30   | Model A    | 4        | 30            | 269           | Tourenwagen 5-sitzig                                                                                     |
| 1911 | Model 30   | Model B    | 4        | 30            | 269           | Demi-Tonneau 4-sitzig                                                                                    |
| 1911 | Model 30   | Model C    | 4        | 30            | 269           | Tourabout 4-sitzig                                                                                       |
| 1911 | Model 30   | Model E    | 4        | 30            | 279           | Fore-Door 4-sitzig                                                                                       |
| 1911 | Model 30   | Model F    | 4        | 30            | 269           | Roadster 2-sitzig                                                                                        |
| 1911 | Model 30   |            | 4        | 30            | 279           | Fore-Door 5-sitzig                                                                                       |
| 1911 | Model 38   | Model G    | 4        | 38            | 300           | Fore-Door Tourenwagen 5-sitzig                                                                           |
| 1912 | Model 35   |            | 4        | 30            | 274           | Tourenwagen 5-sitzig                                                                                     |
| 1912 | Model 45   |            | 4        | 45            | 305           | Tourenwagen 5-sitzig und 7-sitzig                                                                        |
| 1913 | Model 41   |            | 4        | 40            | 295           | Tourenwagen 5-sitzig                                                                                     |
| 1913 | Model 43   |            | 4        | 40            | 295           | Tourenwagen 5-sitzig                                                                                     |
| 1913 | Model 47   |            | 4        | 45            | 310           | Tourenwagen 7-sitzig                                                                                     |
| 1914 | Model 32   |            | 4        | 32            | 284           | Roadster 2-sitzig                                                                                        |
| 1914 | Model 33   |            | 4        | 32            | 284           | Tourenwagen 5-sitzig                                                                                     |
| 1915 | Model 4-32 |            | 4        | 32            | 297           | Runabout, Tourenwagen                                                                                    |
| 1915 | Model 6-48 |            | 6        | 40            | 297           | Tourenwagen 5-sitzig                                                                                     |
| 1916 | Model 4-32 |            | 4        | 32            | 284           | Tourenwagen 5-sitzig                                                                                     |
| 1916 | Model 6-42 |            | 6        | 40            |               | Tourenwagen 5-sitzig und 7-sitzig                                                                        |
| 1917 | Model 6-45 |            | 6        | 40            | 297           | Tourenwagen 5-sitzig und 7-sitzig, Roadster 4-sitzig                                                     |
| 1918 | Model 6-45 |            | 6        | 40            | 297           | Tourenwagen 5-sitzig und 7-sitzig, Roadster 4-sitzig, Limousine 5-sitzig                                 |
| 1919 | Model 6-45 |            | 6        | 40            | 305           | Tourenwagen 5-sitzig und 7-sitzig, Roadster 4-sitzig, Limousine 5-sitzig                                 |
| 1920 | Model 6-47 |            | 6        | 42            | 305           | Tourenwagen 5-sitzig und 7-sitzig, Limousine 6-sitzig und 7-sitzig, Coupé 5-sitzig                       |
| 1921 | Model 6-50 |            | 6        | 55            | 305           | Tourenwagen 5-sitzig und 7-sitzig, Coupé 5-sitzig, Limousine 5-sitzig                                    |
| 1922 | Model 22   |            | 6        | 55            | 305           | Limousine 5-sitzig, Coupé 5-sitzig, Tourenwagen 5-sitzig und 7-sitzig                                    |
| 1923 | Model 23   |            | 6        | 55            | 305           | Tourenwagen 5-sitzig und 7-sitzig, Limousine 5-sitzig, Coupé 4-sitzig, Sport 5-sitzig, Brougham 5-sitzig |

Quelle:

## Produktionszahlen
| Jahr  | Produktionszahl |
| ----- | --------------- |
| 1909  | 163             |
| 1910  | 233             |
| 1911  | 293             |
| 1912  | 424             |
| 1913  | 349             |
| 1914  | 419             |
| 1915  | 574             |
| 1916  | 983             |
| 1917  | 1.985           |
| 1918  | 635             |
| 1919  | 1.630           |
| 1920  | 2.013           |
| 1921  | 1.483           |
| 1922  | 906             |
| 1923  | 562             |
| Summe | 12.652          |

Quelle: